# Publi Claudi Cras
Publi Claudi Cras (en llatí Publius Claudius Crassus) era el fill petit del decemvir Appius Claudius Crassus Regillensis Sabinus. Formava part de la gens Clàudia.
Va exercir només diverses magistratures menors.